# Luis Bolaños
Luis Alberto Bolaños León (Quito, 27 marzo 1985) è un ex calciatore ecuadoriano, di ruolo ala o attaccante.

## Carriera
Bolaños esordisce a 19 anni nell'LDU Quito nella stagione 2004; la società decide di mandarlo in prestito al Macará per fargli fare esperienza, e lo reintegra nella rosa della prima squadra nel 2007. Durante la Coppa Libertadores 2008 realizza il gol di apertura della finale di ritorno.

## Palmarès

### Club

#### Competizioni nazionali
- Campionato ecuadoriano: 1

LDU Quito: 2007

#### Competizioni internazionali
- Coppa Libertadores: 1

LDU Quito: 2008